# Powiat strzelecko-drezdenecki
Powiat strzelecko-drezdenecki är ett distrikt i västra Polen, beläget i nordöstra delen av Lubusz vojvodskap. Huvudort är Strzelce Krajeńskie och största stad är Drezdenko. Distriktet grundades vid den stora administrativa reformen i Polen 1999 och hade 50 682 invånare år 2012.

## Administrativ kommunindelning
Distriktet indelas i fem kommuner, varav:
tre stads- och landskommuner (gminy miejsko-wiejskie):
- Dobiegniew
- Drezdenko
- Strzelce Krajeńskie

samt två landskommuner (gminy wiejskie):
- Stare Kurowo och
- Zwierzyn.